# Ружново (Ілавський повіт)
Ружново (пол. Różnowo, нім. Rosenau) — село в Польщі, у гміні Суш Ілавського повіту Вармінсько-Мазурського воєводства.
Населення — 358 осіб (2011).
У 1975-1998 роках село належало до Ельблонзького воєводства.

## Демографія
Демографічна структура станом на 31 березня 2011 року:
|          | Загалом | Допрацездатний вік | Працездатний вік | Постпрацездатний вік |
| -------- | ------- | ------------------ | ---------------- | -------------------- |
| Чоловіки | 184     | 46                 | 128              | 10                   |
| Жінки    | 174     | 46                 | 104              | 24                   |
| Разом    | 358     | 92                 | 232              | 34                   |